# Monterey Bay Football Club
Maillots
Actualités
Dernière mise à jour : 9 mars 2025.
Le Monterey Bay Football Club est un club américain de football fondé en 2021 et basé dans le Comté de Monterey. L'équipe a intégré l'USL Championship en 2022 en tant que membre de la Conférence Ouest.

## Histoire

### Anciennes équipes de Monterey Bay
La région de Monterey Bay a eu sa première équipe professionnelle en 1993 lorsque Santa Cruz Surf a rejoint l'USISL. L'équipe ne durera que jusqu'à la saison 1994 avant d’être remplacée par les Jaguars de Monterey Bay pour la saison 1995. La saison suivante, les Jaguars battant les Richmond Kickers 2-1 pour remporter le championnat de la USISL Select League. Le club est dissout après la saison 1999 de l'USL D3 Pro League.
Après une longue période sans clubs de football, le Salinas Valley Samba rejoint la Men's Premier Soccer League pour sa deuxième saison. La saison 2007 de la NPSL verra deux équipes de Monterey Bay jouer dans la même ligue, avec la création de Santa Cruz County Breakers. L'équipe de Samba cessera ses activités l'année suivante, la saison 2009 étant sa dernière. En 2018, une décennie après la dissolution de l'équipe initiale des Breakers, le club a rétabli sa première équipe et a rejoint l'USL PDL sous le nom de Santa Cruz Breakers FC.

### De Fresno à Monterey Bay
Le Monterey Bay FC est la continuité de l'ancienne franchise du Fresno FC en USL. L'équipe, détenue par Ray Beshoff, a cessé après la saison 2019 car il n'a pas pu obtenir la construction d'un stade spécifique au football. Beshoff a conservé les droits de la franchise et a cherché un autre endroit en Californie pour déménager. Le 1er février 2021, le Monterey Bay FC a rejoint l'USL Championship. Le premier entraîneur de l’équipe est Frank Yallop, élu deux fois entraîneur de l'année en MLS. Yallop avait auparavant occupé le poste de directeur général du Fresno FC,. En avril 2021, l'ancien capitaine de San Jose Earthquakes, Ramiro Corrales, a rejoint l’état-major de l'équipe en tant que conseiller technique. Corrales, originaire de Salinas, a commencé et terminé sa carrière de joueur dans la region de Monterey Bay. Sa carrière a débuté avec les Jaguars de Monterey Bay en 1995 avant de rejoindre les Clash de San Jose (rebaptisés plus tard « Earthquakes ») en 1996. Il a occupé pour la dernière fois le poste d'entraîneur chez au Santa Cruz Breakers lors de la saison 2018 de l'USL PDL. Frank Yallop a également été nommé entraîneur le 22 avril 2021 avec Ramiro Corrales comme entraîneur adjoint.

### Premières saisons en USL
Le club a annoncé sa première signature, Walmer Martinez, le 22 décembre 2021. Né à Santa Cruz, Martinez a auparavant joué au Hartford Athletic, une autre équipe du championnat USL, mais a été recruté par Monterey Bay, grâce à un transfert pour un montant non divulgué, pour jouer professionnellement sur le même campus où il avait évolué au niveau collégial avec CSUMB. Le premier match du club était une rencontre de pré-saison à l'extérieur contre le club de MLS San Jose Earthquakes. Monterey Bay a fini par perdre la rencontre 4–2. La dernière signature du club avant le début de la saison était un autre produit local et ancien du CSUMB, Adrian Rebollar. Rebollar, originaire de Watsonville, a été en essai pendant la pré-saison et a intégré la première équipe. En raison du calendrier de rénovation du Cardinale Stadium, l'équipe a commencé la saison régulière avec sept matchs de championnat consécutifs à l'extérieur. La première victoire du club a eu lieu le 26 mars 2022, lors de leur troisième match, à l'extérieur contre l'équipe voisine de Californie du Nord, Oakland Roots SC. Le capitaine du club, Hugh Roberts, a marqué le but de la victoire 2-3 dans la dernière minute du temps réglementaire. Un autre match à l'extérieur a été ajouté à leur programme pour leurs débuts en US Open Cup, un match à l'extérieur contre le club de NISA Bay Cities FC. Monterey Bay a finalement subi une défaite surprise, perdant 2-1 contre l'équipe de 3e division. Le club a disputé son tout premier match à domicile le 7 mai 2022, en battant Las Vegas Lights FC 1-0 grâce à un but de Walmer Martinez à la 56e minute,. Le club a finalement terminé sa saison inaugurale à la 12e place, avant-dernière de la Conférence Ouest et à sept points de la qualification pour les séries éliminatoires.

## Stade
Le Monterey Bay FC joue ses matchs à domicile au Freeman Stadium sur le campus de la California State University, Monterey Bay. Le stade a été rénové avec des fonds privés et peut accueillir 6 000 supporters. La cérémonie d'inauguration des travaux de rénovation du stade a eu lieu le 16 septembre 2021. L'équipe a conclu un partenariat pluriannuel avec le Cardinale Automotive Group pour les droits de dénomination du stade. Le stade a été rebaptisé Cardinale Stadium et inauguré le 7 mai 2022.

## Médias
Le 28 février 2023, le club a annoncé son premier accord de diffusion locale, avec KION-TV pour diffuser les 17 matchs à domicile en USL Championship de Monterey Bay sur ses chaînes affiliées FOX 35 ou Central Coast CW.

## Couleurs et badge
Les couleurs officielles du Monterey Bay Football Club sont le Crisp Blue, le Kelp Blue, le Dune Yellow et le White.

### Sponsoring
| Saisons   | Équipementier | Sponsors       |
| --------- | ------------- | -------------- |
| 2022–2024 | Puma          | Montage Health |
| 2025-     | Charly        | Montage Health |